# Coventryi repülőtér
A Coventryi repülőtér (IATA: CVT, ICAO: EGBE) Anglia egyik repülőtere, amely Warwickshire közelében található. Éves utasforgalma 2205 fő .

## Futópályák
A repülőtér futópályái:
- 05/23 (2008 m, 46 m, aszfalt)

## Forgalom
Az utasforgalom az elmúlt években az alábbi módon változott:
| Utasok száma | 15 007 | 31 946 | 59 442 | 61 425 | 13 366 | 16 729 | 1049 | 1244 | 462 317 | 167  |
|              | 1966   | 1971   | 1976   | 1980   | 1985   | 1990   | 1995 | 1999 | 2004    | 2009 |